# Завине
Завине (словен. Zavine) — поселення в общині Загорє-об-Саві, Засавський регіон, Словенія. Висота над рівнем моря: 389,2 м.